# Guillaume Orti
Guillaume Orti est un saxophoniste de jazz français né en 1969. 
Actif sur la scène des musiques improvisées depuis le début des années 1990, il participe surtout à des projets collectifs, aussi bien en tant qu’improvisateur que comme compositeur.

## Biographie
Il est cofondateur des collectifs Hask (1993-2005) et Mercoledi & Co (1996-2001), deux entités qui ont toujours mis en avant la pratique et la créativité collective. Il travaille sur les relations écriture/improvisation, danse/musique, texte/musique, aussi bien en tant qu’improvisateur que comme compositeur.
Il est aujourd’hui membre des projets D.U.O. (avec Christine Bertocchi), À la croisée des voies (dir. avec Christine Bertocchi), Duo Orti/Payen (avec Stéphane Payen, MikMâäk (dir. Laurent Blondiau), MegaOctet (dir. Andy Emler), Duo Lefebvre <> Orti (avec Jérôme Lefebvre), Sylvain Cathala Septet, Blue Yonder (dir. Emmanuel Scarpa), Twinning (dir. avec Christine Bertocchi)...
Il a notamment participé aux groupes Kartet, Mâäk Quintet, Reverse (avec Olivier Sens), Caroline 5tet (dir. Sarah Murcia), The Progressive Patriots (dir. Hasse Poulsen), Thôt (dir. Stéphane Payen), Aka Moon... ainsi qu’à plusieurs projets transculturels de la Fondation Royaumont qui ont fait la part belle aux rencontres entre musiciens et slameurs d’Afrique et de France.
En 2012 et 2013 il est directeur artistique du European Saxophone Ensemble (12 jeunes saxophonistes issus de douze pays européens différents).

## Discographie
Les enregistrements contenant des compositions de Guillaume Orti sont indiqués par un astérisque (*)
- 2024 : FMR Orchêstra | as altrisuoni (AS375), Jérôme Lefebvre
- 2023 : Cèl | ACEL (ACEL039), Yochk'o Seffer
- 2023 : Mitoa | Mazeto Square (3770005705589), Jean-Pierre Jullian
- 2023 : No rush | La Buissonne (RIAL 397044), avec Andy Emler MegaOctet
- 2022 : Forêt Lacandone | Mazeto Square (3770005705305), Jean-Pierre Jullian
- 2022* : Silky way | PEEWEE! (PW1006), Kartet
- 2021 : Just a beginning | PEEWEE! (PW1003), avec Andy Emler MegaOctet
- 2020* : Volume 1 | Diatribe Records (DIACD029), par Guillaume Orti et Stéphane Payen (CD)
- 2020* : MikMâäk #2 |Igloo Records (IGL310), MikMâäk - Laurent Blondiau
- 2019 : Cullinan | CONNEXE RECORDS 006, Sylvain Cathala
- 2018 : Between | Pentadox, Samuel Ber
- 2018 : Intimate in public | par Will Menter
- 2017 : Diving poet society | De Werf (W.E.R.F.148), Kris Defoort
- 2017 : MwSOUL | De Werf (W.E.R.F.143), Ghalia Benali, Mâäk
- 2017 : Hope | Connexe Records 005, Sylvain Cathala
- 2016 : Vent Fort | The Bridge Sessions, avec Khari B, Magic Malik, Guillaume Orti, Jeb Bishop, Frédéric Briet, Tyshawn Sorey
- 2016 : Hopen Air | Klarthe Records (KRJ011), avec Andy Emler
- 2015 : Obsession 3 | La Buissonne (RIAL 397024), avec Andy Emler MegaOctet
- 2015 : Dog eats cat eats mouse | Live au Triton (TRI-15525), avec Caroline (Sarah Murcia)
- 2015* : MikMâäk | De Werf (W.E.R.F.132-133), MikMâäk
- 2014* : Nine | De Werf (W.E.R.F.122), Mâäk - Laurent Blondiau
- 2014* : Grand Laps | Songlines (SGL 1605-2), Kartet
- 2014* : Intimate in Public | Met-x, European Saxophone Ensemble
- 2013* : Buenaventura | De Werf (W.E.R.F.110), Mâäk - Laurent Blondiau
- 2011* : Progressive Patriots | Das Kapital Records 003, Hasse Poulsen
- 2011 : Guillaume Orti & Noël Akchoté : Lyon 1996 (Vol. 2) | Noël Akchoté Download Label
- 2011 : Guillaume Orti & Noël Akchoté : Lyon 1996 (Vol. 1) | Noël Akchoté Download Label
- 2010* : Magnetic Benzine | Melisse, Franck Vaillant
- 2009 : Thôt with Words (Vol. 2) | (thot0002/1), Thôt — Stéphane Payen
- 2009 : Thôt with Words (Vol. 1) | (thot0001/1), Thôt — Stéphane Payen
- 2008 : Benzine (Vol.2) | Yolk, Franck Vaillant
- 2008* : Oxymore | TryTone, Oxymore
- 2007 : _XPs (live), | Octurn, Octurn/Magic Malik
- 2007* : The Bay Window | Songlines (SA1560-2), Kartet
- 2007 : West in peace | Naïve Records (NT 099), Andy Emler MegaOctet
- 2007 : North Country Suite | De Nerf (W.E.R.F.060), Octurn
- 2006 : 21 Emanations | YOLK (J2025), Octurn
- 2005* : Reverse | DOC 074, Olivier Sens et Guillaume Orti
- 2005 : Opus Incertum on C | Emouvance (034), Jean-Pierre Jullian
- 2004 : Thôt Agrandi | Thôt - Stéphane Payen
- 2002 : Dimensions | De Werf (W.E.R.F.033), Octurn
- 2002* : Funfaraway | Silence Records (SLC 008), Pepa Päivinen Trio
- 2001* : JYVÄSKYLÄ | Naïve Records (Y226127), Kartet
- 2001 : Indians Gavachs | nord>sud (CDSN 1105), Michel Marre
- 2000 : Oriental Fusion | Transes Européennes 025, Oriental Fusion
- 2000 : La part de l'ombre | Emouvance 014, François Merville
- 2000 : THÔT | DOC 059, Thôt - Stéphane Payen
- 1999* : Orléans | Rectangle REC (AB2), Rectangle
- 1999 : ÁGHIA TRIÁDA | Emouvance 010, Jean-Pierre Jullian
- 1999* : Jellyfishing | Pee Wee Music 025, Kartet
- 1999* : Urban Mood | Transes Européennes 019, Gilles Coronado
- 1998 : Station avant l'oubli | DOC 046, J&H. Labarrière
- 1998* : Sous les pattes du lion | Mercoledi (M&Co 888), Mercoledi
- 1998 : New songs | Gorgone (GP0395), Manu Pekar
- 1997 : Si loin...Si proche | Nûba -1097, Pascale Labbé
- 1997 : Elohim | Carbon 7 (C7-027), Aka Moon
- 1997 : Complèx Cités | PMC 1129, Malo Vallois
- 1997* : Vigrouille | Mercoledi (M&CO 777), Triple Gee
- 1997* : DIX + ORTI | in situ (IS 168), Guillaume Orti
- 1996* : Buenaventura Durruti | nato (777733), nato
- 1995* : Altissimo | Pee Wee Music, avec Hubert Dupont, Pierre-Olivier Govin, Didier Haboyan, Guillaume Orti, Philippe Sellam, Christophe Marguet
- 1995 : Cinema's | Label Bleu (LBLC 6574), Michel Portal
- 1995* : Pression | 2Z (ZZ84118), Kartet
- 1994* : L'Amour | 2Z (ZZ84117), Les Instants Chavirés
- 1994* : A l'envers | DOC 007, Serge Adam
- 1992 : Paintings | 2Z (ZZ84109), avec Benoît Delbecq, Guillaume Orti, Joe Carver, Steve Argüelles /
- 1992* : HASK | Kartet